# Jorvik (museo)
El Jorvik Viking Centre (en español, Centro Vikingo Jórvik) es un museo y una atracción turística de York, Reino Unido, cuya principal atracción son los maniquíes de aspecto realista y dioramas de tamaño real que cuentan la historia vikinga de la ciudad.
Los visitantes se desplazan en cabinas motorizadas equipadas con altavoces, y se convierten en parte de la escena según avanzan por los dioramas. En partes del recorrido, debajo de un suelo de cristal, se pueden observar recreaciones de las excavaciones arqueológicas que se hicieron en la zona, dando como resultado uno de los yacimientos arqueológicos de la época vikinga más importantes de la región de Yorkshire, y de Inglaterra en general.
Desde su inauguración en 1984, el museo ha recibido más de 20 millones visitas.

## Historia
En 1972, el York Archaeological Trust —un fondo creado especialmente para la ocasión— comenzó los extensos trabajos de excavación en la zona, destapando numerosos vestigios de construcciones de madera en buen estado de conservación, resultando en el descubrimiento de la antigua ciudad vikinga de Jórvik (nombre de York en nórdico antiguo; pron. Yórivk), capital del reino vikingo homónimo (866-954).
Entre los vestigios se incluían talleres, vallas, recintos, letrinas y pozos, junto a objetos de material más duradero, como utensilios de cerámica y metal, y huesos. También se encontraron objetos fabricados en madera, cuero y textil, y restos de plantas y animales. El relativo buen estado de las piezas se debía a su conservación en arcilla húmeda en condiciones privadas de oxígeno. Hasta la fecha se han recuperado un total de 250 000 objetos, incluyendo a unos 40 000 utensilios y artilugios.
En 1984, el fondo de York puso en marcha un plan de convertir la zona en un museo, que «resucitaría» la antigua ciudad de Jórvík, «con sus colores, sonidos y olores». Se recrearon escenas típicas de la región de la época, con maniquíes con semblante realista y construcciones que incluían desde letrinas hasta una lonja entera, empleando métodos interpretativos innovadores.
En 2001, el museo fue renovado y modernizado.
En 2020-2021, el museo permaneció cerrado debido a la pandemia de COVID-19.

## Imágenes

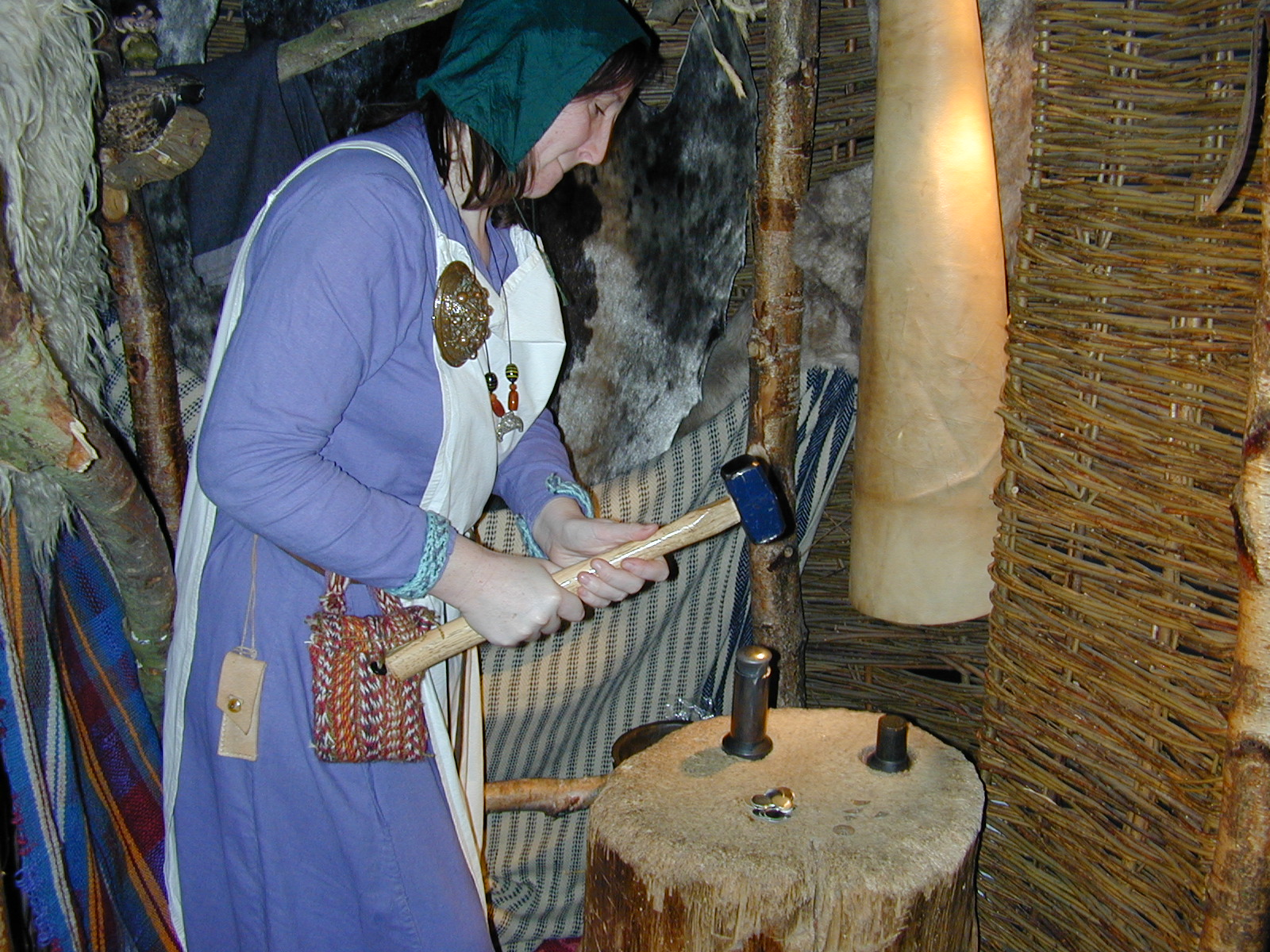
Acuñando monedas «a lo vikingo», Jovrik Viking Centre.
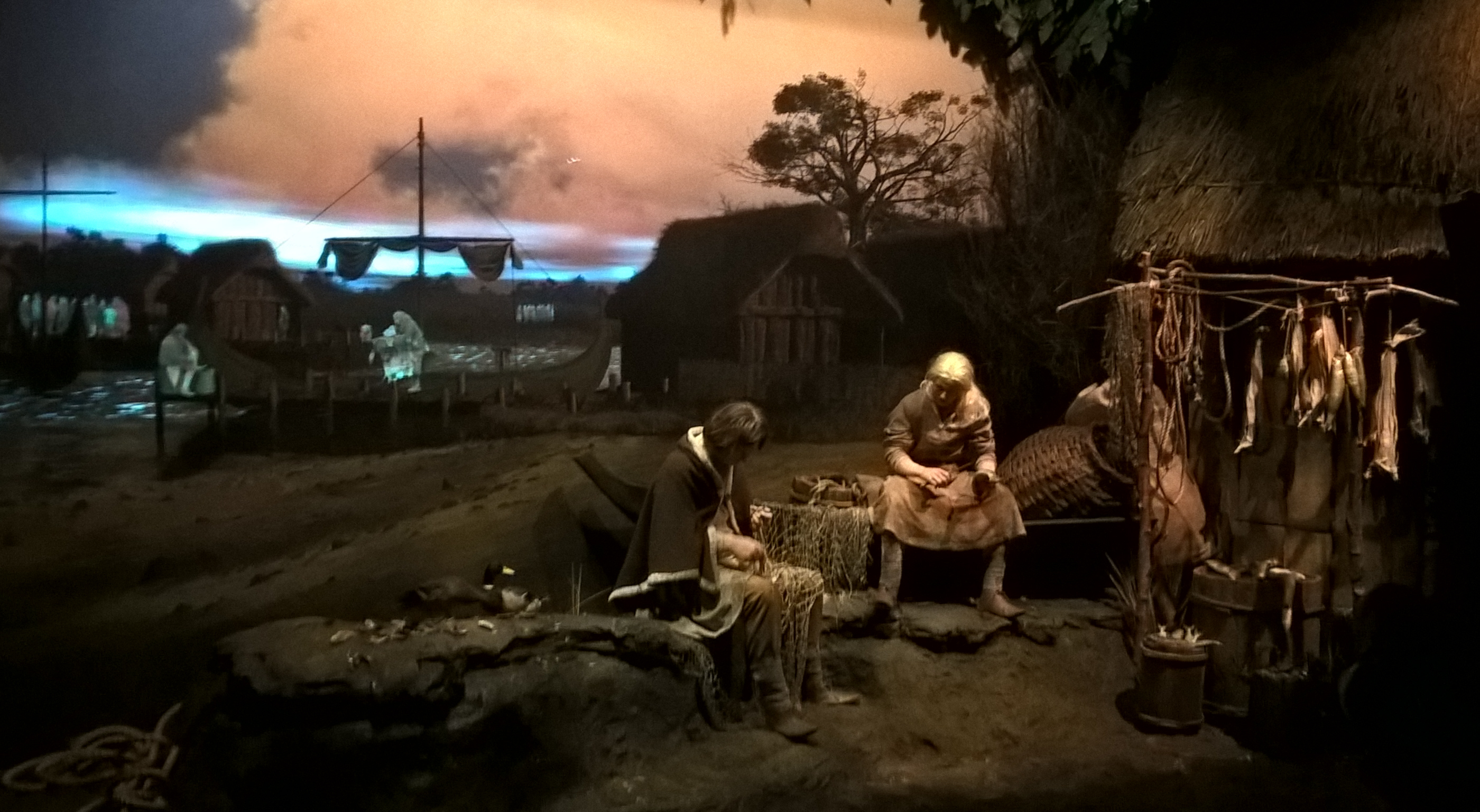
La lonja de Jorvik, una recreación realista.
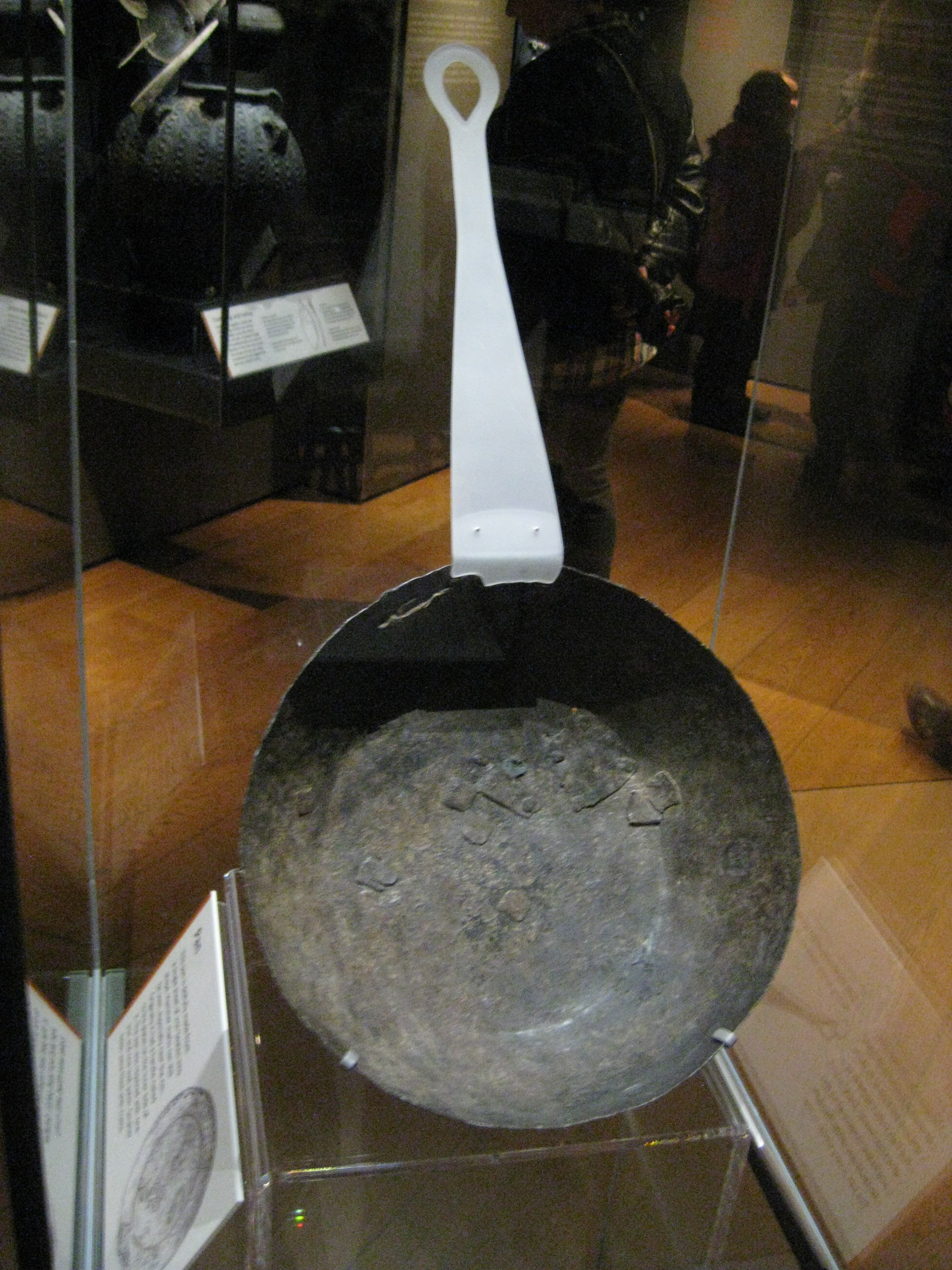
Una sartén recuperada en las excavaciones de Jórvík.
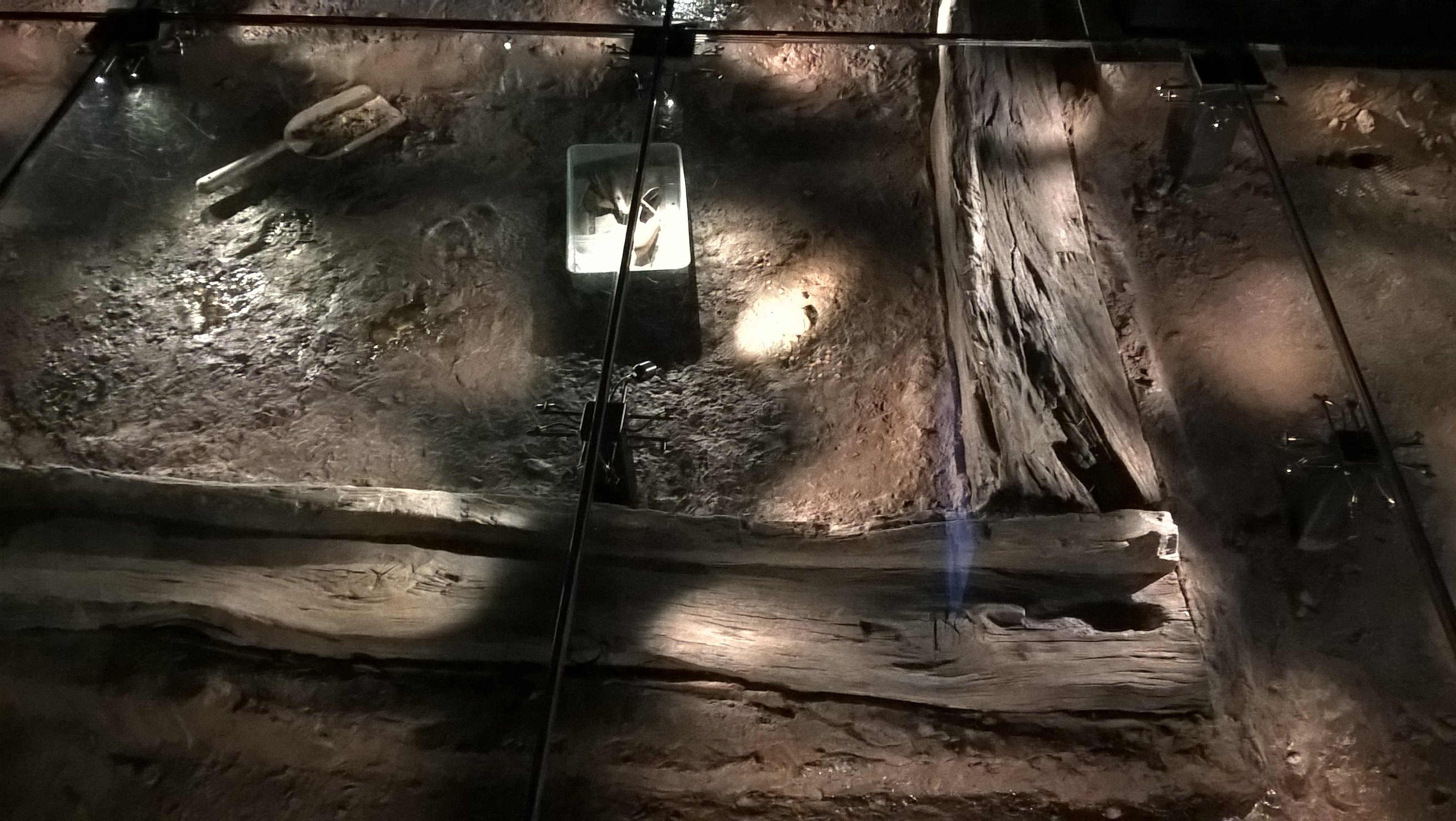
Recreación del yacimiento de Jórvík bajo el suelo de cristal.
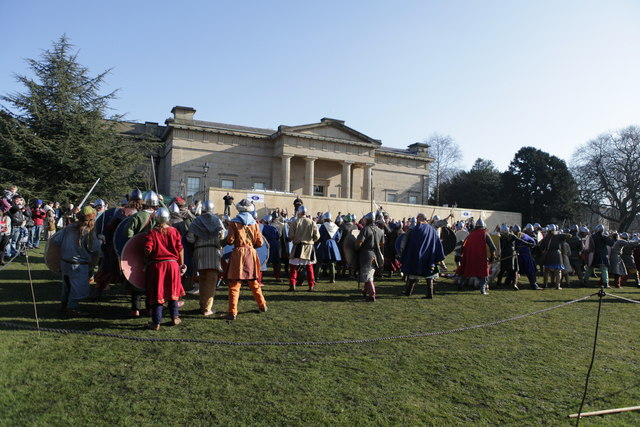
La recreación histórica Viking Riders frente al edificio del museo.